# Cão belga de tração
O Cão de tração belga(em francês:  Chien de trait belge) também conhecido como mastim belga é uma extinta raça de cão nativa da Bélgica. A raça é considerada extinta, e foi removida da lista de raças reconhecidas da FCI.

## Descrição
O cão Belga de tração era um cão grande, tipo mastim, que era usado tanto como cão de tração e cão de guarda. Ele era conhecido por sua docilidade e obediência. Sua pelagem era curta e lisa, cor variava do fulvo, tigrado, às vezes com manchas brancas e com uma máscara preta. Ele tinha uma cabeça grande com focinho grande, e orelhas semi-caídas.

## História
O seu padrão e o seu registro foram criados em 1908. O declínio da raça começou durante a Primeira Guerra mundial: os cães foram introduzidos no exército belga e utilizados como animais de tração, incluindo tração de metralhadoras. A mecanização tornou a tração canina obsoleta, de modo que os números dos cães diminuíram gradualmente. Alguns espécimes, contudo, ainda estavam vivos, entre 1960 e 1970.
Tentativas de reconstituir a raça estão atualmente em andamento na Bélgica.